# Jerzy Petersburski

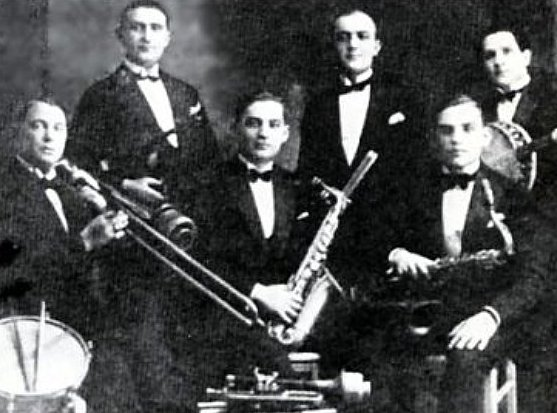
Orkiestra Artura Golda i Jerzego Petersburskiego w latach 30. XX w. Petersburski stoi w środku

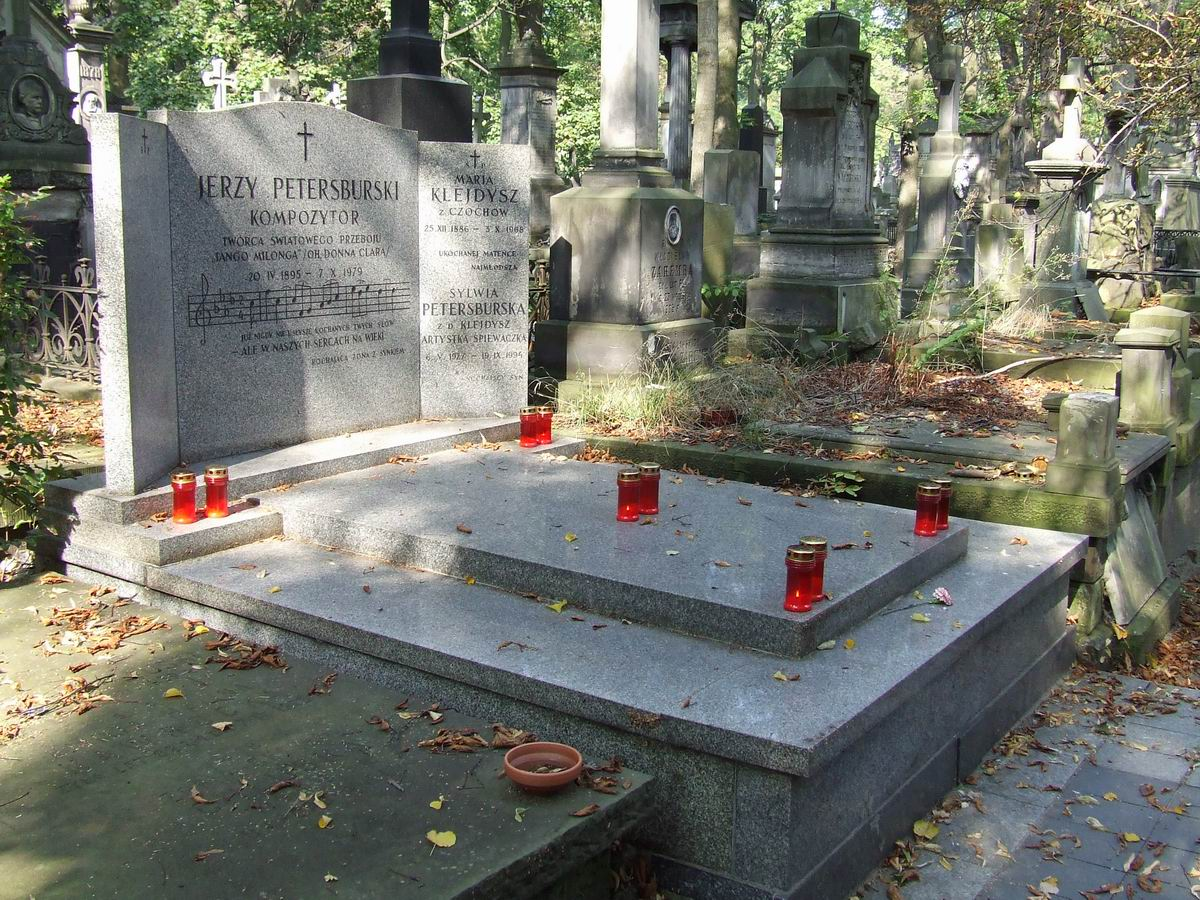
Grób Jerzego Petersburskiego na warszawskich Powązkach

Jerzy Petersburski (ur. 20 kwietnia 1895 w Warszawie, zm. 7 października 1979 tamże) – polski kompozytor muzyki popularnej pochodzenia żydowskiego, autor m.in. przebojów To ostatnia niedziela czy Tango milonga (Oh Donna Clara).

## Życiorys
Po matce Paulinie pochodził ze znanej warszawskiej rodziny żydowskich muzyków Melodystów, zasłużonej dla rozwoju polskiej muzyki klezmerskiej, rozrywkowej i jazzowej. Jego kuzynem był Artur Gold, z którym założył w 1925 orkiestrę.
Naukę gry na fortepianie rozpoczął w wieku czterech lat. Studiował do 1915 w warszawskim konserwatorium w klasie fortepianu Aleksandra Michałowskiego, natomiast od 1920 w Wiedniu, gdzie jego talent docenił Imre Kálmán. Akompaniował Aleksandrowi Wertyńskiemu. Stał się znany ze współpracy z kabaretami oraz teatrzykami warszawskimi. Był autorem muzyki do wielu filmów nakręconych przed II wojną światową. 
W 1930 roku wzniósł dom przy ulicy Kopernika 16 (obecnie 18) w Legionowie. W 1936 otrzymał Złoty Krzyż Zasługi. 
Podczas II wojny światowej znalazł się na terenie ZSRR, skąd wraz z Armią Andersa przedostał się na Bliski Wschód. W Kairze prowadził audycje radiowe dla polskich żołnierzy. W latach 1947–1967 tworzył w Ameryce Południowej (Argentyna – gdzie zamieszkał, Brazylia, Wenezuela).  Współpracował z Astorem Piazzollą. W 1967 wrócił do Polski.
Zmarł w Warszawie i został pochowany na cmentarzu Powązkowskim (kwatera B-5-21/22).

## Życie prywatne
Był trzy razy żonaty. Pierwsza żona − Maria Milstein, z którą miał córki Halinę i Stanisławę, zmarła w 1920; druga, Maria Minkowska, zmarła w 1967 w Buenos Aires; a trzecia − śpiewaczka Sylwia Klejdysz w 1969 urodziła ich syna Jerzego. Miał braci: Stanisława i Józefa.

## Twórczość

### Operetki
- Kobieta 5212
- Kochanka z ekranu
- Robert i Bertrand

### Muzyka filmowa
- Uwiedziona Michała Waszyńskiego (1931)
- Co mój mąż robi w nocy… Michała Waszyńskiego (1934)
- Szczęśliwa trzynastka Mariana Czauskiego (1938)

### Znane utwory
- Ja nie mam co na siebie włożyć (we współautorstwie z Arturem Goldem)
- Już nigdy
- Nie namawiaj, bo ulegnę
- Odrobinę szczęścia w miłości
- Tango milonga, czyli Oh, Donna Clara!
- To ostatnia niedziela
- Ty albo żadna
- Błękitna chusteczka